# Eheriedermühle (Kitzingen)
Eheriedermühle (auch Mittlere Eheriedermühle, 1938 Untere Eherieder Mühle, Adressen Kaltensondheimer Straße 113, 115) ist ein Gemeindeteil der Großen Kreisstadt Kitzingen im bayerischen Regierungsbezirk Unterfranken auf der Gemarkung Kitzingen. Es existiert in Kitzingen ein weiterer Gemeindeteil Eheriedermühle, der knapp einen Kilometer weiter westlich auf der Gemarkung Repperndorf liegt.

## Geografische Lage
Der Weiler liegt am Eherieder Mühlbach etwa drei Kilometer westlich vom Kitzinger Königsplatz. Durch den Ort verläuft die Staatsstraße 2272. Im 19. Jahrhundert entstand unmittelbar östlich der Mühle der sogenannte Römerhof (Adresse Kaltensondheimer Straße 113), der heute oftmals synonym für die Mühle gebraucht wird. Weiter nördlich befindet sich das ebenfalls zu Kitzingen gehörende Repperndorf. Der Osten wird von Kitzingen selbst eingenommen. Die ehemaligen Kasernen des US-Militärs liegen der Mühle am nächsten. Südöstlich erstreckt sich das Areal des Kitzinger Golfclubs, weiter im Süden beginnt das Gebiet von Sulzfeld am Main.

## Geschichte
Über die Geschichte der Mühlen ist nur sehr wenig bekannt. Zumeist werden alle Betriebe am Eherieder Mühlbach gemeinsam erwähnt. Sie wurden lange Zeit wegen ihrer Entfernung vom Kitzinger Spazentor Äußere, Mittlere und Innere Eherieder Mühle, zeitweise auch nach einem Müller Erhardenmühlen, genannt. Die Mittlere Eheriedermühle wurde im 18. Jahrhundert vom Müller Michael Förster bewohnt. Er war vor 1725 in das Getriebe seines Betriebes geraten und stiftete aufgrund seiner Rettung den heute noch bestehenden Bildstock. Zu Beginn des 20. Jahrhunderts wurden die Mühlen zu Ausflugslokalen mit Gasthäusern umgewandelt. Heute gibt es dort zwei Weingüter.

## Sehenswürdigkeiten
Die Baulichkeiten der ehemaligen Mühle haben sich weitgehend erhalten und werden vom Bayerischen Landesamt für Denkmalpflege als Baudenkmäler eingeordnet. Das Wohnhaus ist ein eingeschossiger Halbwalmdachbau mit geohrten Fensterrahmungen. Eine Inschrift bezeichnet als Jahr der Errichtung „1755“. Unmittelbar neben dem Gebäude befindet sich ein Steinbrunnen aus dem 18. bzw. 19. Jahrhundert.
An der Straße nach Kaltensondheim steht ein Bildstock. Er wurde im Jahr 1725 errichtet und geht auf eine Stiftung des Eherieder-Müllers Michael Förster zurück. Die Inschrift in der Predella lautet: „Zu lob und ehr der heiligen Dreufaltigkeit (sic) hat Michael Förster disen biltstock machen lasen 1725.“ Der Aufsatz des Stocks ist von Engelsköpfen und Akanthuswerk umrahmt und zeigt die heilige Familie mit Gottvater und dem Heiligen Geist darüber.